# فرودگاه لوبانگو

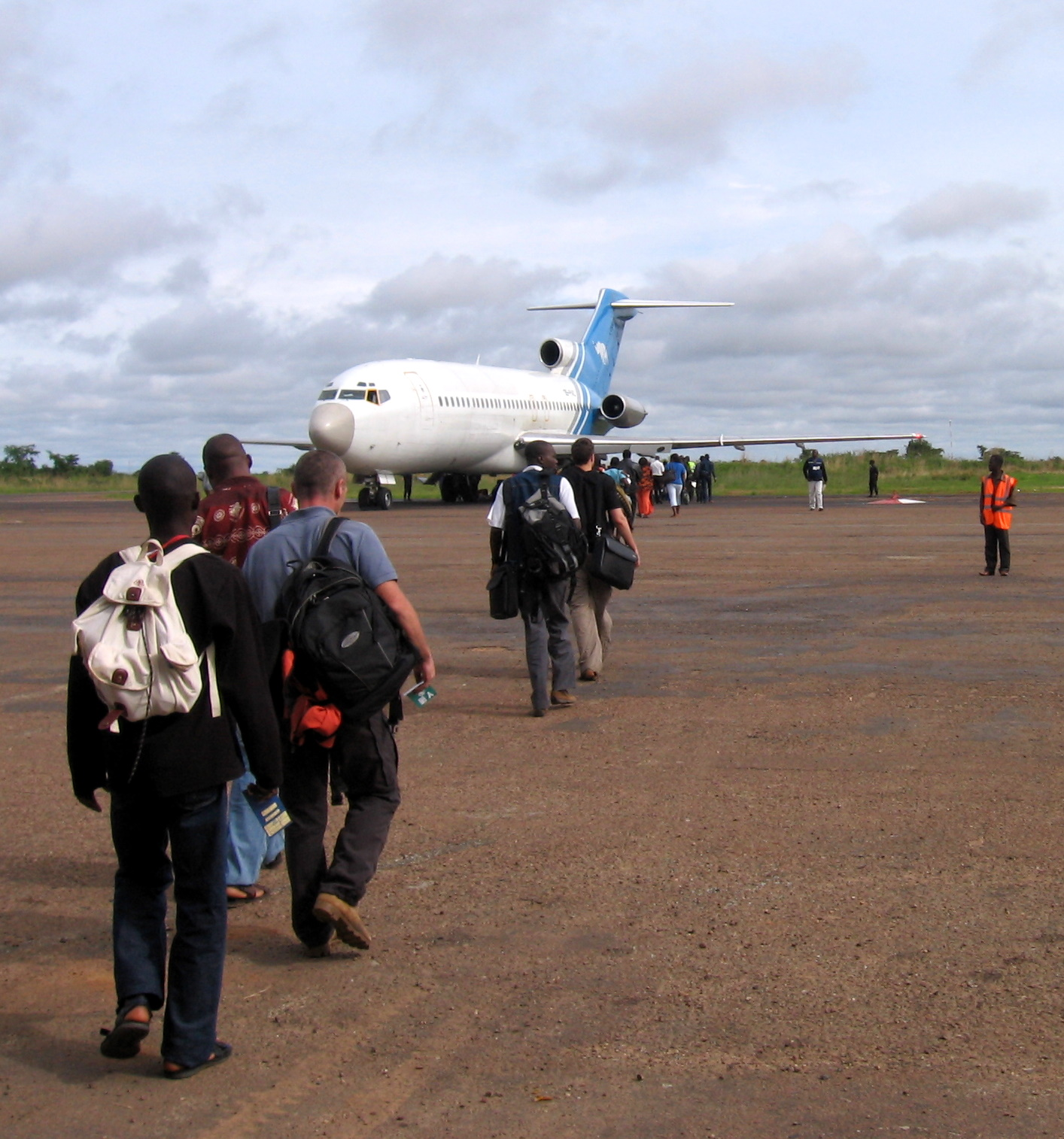
تصویری از فرودگاه لوبانگو در آنگولا

فرودگاه لوبانگو (به انگلیسی: Lubango Airport) (به زبان بومی: Aeroporto de Lubango) یک فرودگاه همگانی با کد یاتا SDD است که یک باند فرود آسفالت دارد و طول باند آن ۲۹۱۷ متر است. این فرودگاه در کشور آنگولا قرار دارد و در ارتفاع ۱۷۶۱ متری از سطح دریا واقع شده است.

## شرکت‌های هواپیمایی و مقصدهای پروازی
| شرکت‌های هواپیمایی   | مقصدهای پروازی                                                                 |
| ------------------- | ------------------------------------------------------------------------------ |
| SonAir              | کواترو دو فرویرو                                                               |
| تاگ آنگولا ایرلاینز | کتومبلا، آلبانوو ماچادو، کواترو دو فرویرو، اوندیوا پریرا، ویندهوک هوسیا کوتاکو |